# Mistrzostwa Świata w Kolarstwie Torowym 1908
16. Mistrzostwa Świata w Kolarstwie Torowym odbyły się w 1908 roku w dwóch miastach Cesarstwa Niemieckiego: Berlinie (zawodowcy) i Lipsku (amatorzy).

## Medaliści

### Mężczyźni
| Konkurencja                              | Złoto              | Srebro          | Brąz                 |
| ---------------------------------------- | ------------------ | --------------- | -------------------- |
| Sprint indywidualny amatorów             | Victor Johnson     | Benjamin Jones  | Émile Demangel       |
| Wyścig ze startu zatrzymanego amatorów   | Leon Meredith      | Gustav Janke    | Léon Vanderstuyft    |
| Sprint indywidualny zawodowców           | Thorvald Ellegaard | Gabriel Poulain | Charles Van Den Born |
| Wyścig ze startu zatrzymanego zawodowców | Fritz Ryser        | Eugenio Bruni   | Arthur Vanderstuyft  |

## Klasyfikacja medalowa
| Miejsce | Państwo              |   |   |   | Razem |
| ------- | -------------------- | - | - | - | ----- |
| 1.      | Wielka Brytania      | 2 | 1 | 0 | 3     |
| 2.      | Dania                | 1 | 0 | 0 | 1     |
|         | Szwajcaria           | 1 | 0 | 0 | 1     |
| 4.      | Francja              | 0 | 1 | 1 | 2     |
| 5.      | Cesarstwo Niemieckie | 0 | 1 | 0 | 1     |
|         | Włochy               | 0 | 1 | 0 | 1     |
| 7.      | Belgia               | 0 | 0 | 3 | 3     |